# ワセダミステリクラブ
ワセダミステリクラブは、早稲田大学内に存在する文化系サークル活動の一つ。公式な略称は「W・M・C」だが、外部からは「ワセミス」と呼ばれることも多い。
ミステリのみならずSF、ホラー、ファンタジー、幻想小説、純文学、ライトノベルなど、対象は多岐にわたる総合文芸サークルである（早稲田には「SF研究会」が定着しなかったことにもよる）。

## 概略
1957年、仁賀克雄により創立。江戸川乱歩を顧問、文学部教授鈴木幸夫（千代有三）を会長として発足した。草創期のメンバーには仁賀の他に、『ミステリ百科事典』の間羊太郎や、アニメ版『巨人の星』『ムーミン』等の脚本を担当した山崎忠昭などがいる。1958年に会員の大藪春彦が作家デビューするが、これはを千代有三が彼の作品『野獣死すべし』を江戸川乱歩に紹介し、乱歩が『宝石』への掲載を推薦したことによる。
1966年に、当時立教大学在学中の戸川安宣によって立教ミステリ・クラブが設立されるが、これは戸川とワセダミステリクラブ員の交流がきっかけであった。
1975年に、他の5大学のミステリ研究会とともに全日本大学ミステリー連合を結成。
1980年代後半から1990年代前半にかけて、ワセダミステリクラブ出身者の折原一、北村薫、山口雅也、霞流一らがあいついでデビューし、同時期デビューの京都大学推理小説研究会出身作家、同志社大学推理小説研究会出身作家、立教ミステリ・クラブ出身作家らとともに、本格ミステリの第三の波を展開させたといわれる。
この他、作家、翻訳家、評論家、編集者らが出身者に多数いる。
また、OBは「ワセダミステリクラブOB会」として、他大学出身者を含めて、親睦活動を行ってきた。

## 主な行事
主な公式行事として以下のものがある。
- 読書会
- 創作読書会
- 講演会 - 学園祭「早稲田祭」にて、作家・評論家の先生をゲストに招き主催する。
- 合宿 - 夏と冬の年2回行なわれる。

## 主な刊行物
主な公式刊行物として以下のものがある。
- PHOENIX - 機関誌。文学フリマで頒布され通信販売も行なわれている。
- Panorama - 2012年度より発行されている新歓誌。

過去の刊行物
- アステロイド - SF誌。大学内SFファンジン（同人誌）の嚆矢といわれる。[9][10]
- Hypo - 創作誌。
- みすてる - 創作やレビュー企画が掲載されている。

## 主な出身者

### あ行
- 相川司 - ミステリ・歴史評論家
- 青柳美帆子 - フリーライター
- 秋山協一郎（秋山狂介） - 編集者、大藪春彦研究家
- 浅井茉莉子 - 文藝春秋編集者
- 彩坂美月 - ミステリ小説家
- 飯野文彦 - 小説家
- 石倉笑 - 宝島社編集者
- 伊藤典夫 - SF翻訳家
- 稲村文吾 - ミステリ翻訳家
- 今泉文彦 - 茨城県石岡市長（2013年-2020年）
- 岩城忠雄 -	アニメーションプロデューサー
- 大井良純 - ミステリ翻訳家
- 大津波悦子 - ミステリ評論家
- 大藪春彦 - 小説家
- 折原一 - 小説家（ミステリ作家）
- 恩田陸 - 小説家

### か行
- 鏡明 - SF翻訳家・評論家
- 柿沼瑛子 - 翻訳家
- 霞流一 - 小説家
- 加瀬義雄 - ミステリ評論家
- 加藤弘一 - 評論家
- 神島大輔 - ドイツ文化研究家
- 香山二三郎[11]  - ミステリ評論家。
- 北村薫 - 小説家（ミステリ作家）、アンソロジスト
- 栗本薫（中島梓） - 小説家（ミステリ・SF作家）、文芸評論家、脚本家、舞台演出家
- 黒沢哲哉 - 漫画原作者、ライター
- 小鷹信光 - ミステリ評論家・翻訳家

### さ行
- 斎藤嘉久 - フリー編集者、ミステリ評論家
- 酒井昭伸 - SF翻訳家
- 酒井貞道 - ミステリ書評家
- 堺康麻呂 - ミステリ評論家
- 佐川俊彦（藤田尚） - 漫画編集者、ライター
- 里見哲朗 - アニメプロデューサー
- 式貴士（間羊太郎、蘭光生） - 小説家（SF作家）、ミステリ評論家
- しとうきねお - 漫画家、ライター
- 柴尾英令 - ゲームクリエーター、ライター
- 島崎博 - 編集者、評論家、書誌研究家
- 品川四郎 - 翻訳家、映画評論家
- 白石晶子 - 漫画家
- 白石朗 - 翻訳家
- 白須清美 - ミステリ翻訳家
- 仁賀克雄 - 評論家、翻訳家、小説家
- 新保博久 - ミステリ評論家
- 関口苑生 - ミステリ評論家
- 瀬戸川猛資 - ミステリ評論家、映画評論家、編集者
- 仙波龍英 - 歌人
- 曽根忠穂 - 編集者（SF雑誌『奇想天外』編集長）

### た行
- 高瀬美恵 - 小説家
- 田中文雄（滝原満、草薙圭一郎） - 映画プロデューサー、小説家
- 友成純一 - 小説家

### な行
- 中尾重晴 - 『スターログ』編集長[12]
- 新名智 - 小説家
- 西上心太 - ミステリ評論家
- 野村宏平 - 編集者、ライター

### は行
- 長谷部史親 - ミステリ評論家
- ひかわ玲子 - 小説家
- 福井健太 - 書評家、ミステリ評論家
- 福本直美 - 編集者、SF書評家
- 藤代鷹之 - 小説家
- 藤原龍一郎 - 歌人
- 二上洋一 - ミステリ評論家、少年小説研究家

### ま行
- 牧秀彦 - 小説家（時代小説作家）
- 三川基好 - 元会長（顧問）。翻訳家。
- 汀一弘（宮地謙） - 翻訳家
- 水見稜（伊沢昭） - 小説家（SF作家）
- 三橋暁[11]  - ミステリ評論家。
- 三村遼 - SF評論家、光瀬龍ファンクラブ「東キャナル市民の会」創立メンバー（本名：金田真義、他の筆名：諸沢高明、椋島凱）[13]
- 宮内悠介 - 小説家（SF作家）
- 宮岡寛 - ゲームクリエーター
- 宮田雪 - 脚本家、漫画原作者
- 宮脇孝雄 - ミステリ翻訳家
- 明神しじま - 小説家（ミステリ作家）
- 村上和久 - 翻訳家
- 森英俊 - ミステリ評論家・翻訳家

### や-わ行
- 山口剛 - テレビプロデューサー
- 山口雅也 - 小説家（ミステリ作家）、ミステリ評論家
- 山下定 - 小説家
- 山崎忠昭 - 脚本家
- 若木未生 - 小説家